# Ismaël Alassane
Ismaël Alassane, né le 3 avril 1984 à Niamey, est un footballeur international nigérien évoluant au poste de défenseur.

## Biographie

### En club
Jouant au poste de défenseur central ou de latéral droit, il commence sa carrière dans le club de sa ville natale, la Jeunesse sportive du Ténéré. Il change successivement de club et de pays en jouant pour le Sahel Sporting Club à Niamey, l'Association sportive du Faso-Yennenga à Ouagadougou, l'Enyimba International FC au Nigeria, et le Busaiteen Club au Bahreïn. Depuis 2011, il joue pour le club d'Al-Shabab au Koweït.

### En équipe nationale
De 2002 à 2013, il participe à 18 matches avec l'équipe du Niger.
Il joue son premier match en équipe nationale le 7 septembre 2002, contre l'Éthiopie, dans le cadre des éliminatoires de la Coupe d'Afrique des nations 2004 (victoire 3-1). Il inscrit son seul et unique but avec le Niger le 8 juin 2008, contre l'Angola, lors des éliminatoires du mondial 2010.
En janvier 2013, il est retenu pour disputer la Coupe d'Afrique des nations organisée en Afrique du Sud. Il ne joue toutefois aucun match lors de ce tournoi. Il reçoit sa dernière sélection le 9 juin 2013, contre le Burkina Faso, lors des éliminatoires du mondial 2014.

## Palmarès
- Champion du Niger en 2001 avec la JS Ténéré et en 2004 avec le Sahel SC
- Champion du Burkina Faso en 2006 avec l'ASFA Yennega
- Vainqueur de la Coupe du Nigeria en 2009 avec l'Enyimba FC